# La noche de la iguana
La noche de la iguana es una película estadounidense de 1964 dirigida por John Huston, basada en la obra de teatro homónima de Tennessee Williams.  Está protagonizada por Richard Burton, Ava Gardner, Deborah Kerr, Grayson Hall, Sue Lyon y Cyril Delevanti.
La actriz Grayson Hall recibió nominaciones al "Premio de la Academia" y al "Globo de Oro como Mejor Actriz de Reparto", y Cyril Delevanti recibió una nominación al "Globo de Oro como Mejor Actor de Reparto".Además de Delevanti nominación a los Globos de Oro, Ava Gardner también recibió una nominación a la "Mejor Actriz en una Película – Drama". Tanto el "Mejor Drama" como su "Mejor Director", John Huston, también recibieron nominaciones al Globo de Oro.
La película ganó el "Premio Oscar al Mejor Diseño de Vestuario" de 1964 y fue nominada a los Premios Oscar a la "Mejor Dirección de Arte", a la "Mejor Dirección Artística" (Stephen Grimes), y "Mejor Fotografía" (Gabriel Figueroa).
El rodaje atrajo mucha atención de la prensa, que perseguía a las estrellas por los platós para conseguir información y fotos de la reciente pareja Elizabeth Taylor y Richard Burton. Fue filmada en 1963 en las primeras escenas en la iglesia de San Francisco Javier en Tepotzotlán, y Puerto Vallarta, Jalisco, México, y sus alrededores (playa Mismaloya).

## Reparto
- Richard Burton ... Reverendo Dr. T. Lawrence Shannon
- Ava Gardner ... Maxine Faulk
- Deborah Kerr ... Hannah Jelkes
- Sue Lyon ... Charlotte Goodall
- Skip Ward ... Hank Prosner
- Grayson Hall ... Judith Fellowes
- Cyril Delevanti ... Nonno, poeta y abuelo de Hannah

## Producción
James Garner afirmó que originalmente le ofrecieron el papel de Richard Burton, pero lo rechazó porque "era demasiado Tennessee Williams para mí".
En septiembre de 1963, Huston, Lyon y Burton, acompañados por Elizabeth Taylor, llegaron a Puerto Vallarta, un "pequeño y remoto pueblo de pescadores", para la fotografía principal en Mismaloya,  que duró 72 días. A Huston le gustó tanto la pesca en la zona que compró una casa  de $30.000 dólares "en una colonia de cabañas a ocho millas de distancia a la ciudad."
En marzo de 1964, meses antes del estreno de la película, los chismes sobre la producción de la película se generalizaron. Huston recibió un premio del Writers Guild of America por promover "la literatura cinematográfica a través de los años". En la cena de premiación, Allan Sherman interpretó una canción con la melodía de "Streets of Laredo" con letra que incluía: "Estaban allí para filmar The Night de la Iguana / Con un elenco repleto de estrellas y un equipo técnico / Hacían cosas de noche en medio de la flora y la fauna / Que ninguna iguana que se precie haría."

## Recepción
La película recaudó $12 millones en taquilla en todo el mundo, ganando $4,5 millones en  alquileres teatrales en los Estados Unidos. Fue la décima película más taquillera de 1964.
El crítico de la revista Time escribió: "Huston y compañía crearon una película que excita los sentidos, persuade a la mente e incluso ocasionalmente habla al espíritu: una de las mejores películas jamás realizadas". de una obra de Tennessee Williams."
Bosley Crowther de The New York Times escribió:
Dado que la dificultad de comunicación entre individuos parece ser una de las desgracias humanas más tristes sobre las que Tennessee Williams escribe en su obra La noche de la iguana, es irónico que en la película John Houston también tiene dificultades para comunicarse. Al menos, tiene dificultades para comunicar con precisión qué es lo que resulta tan estéril y conmovedor en la gente que trae a un hotel turístico dirigido por una sensual mujer estadounidense en la costa oeste de México. Y como tiene dificultades (porque en realidad no te hace ver lo que hay de impotentes y desesperanzados en ellos), no logra generar la simpatía y la compasión personal que podrían hacer que su sufrimiento tuviera sentido.
Crowther fue particularmente crítico con la actuación de Burton: "El Sr. Burton es espectacularmente asqueroso, una figura de salvaje desorden, pero sin una pizca de sinceridad real. Ves un espantapájaros barrigón aleteando erráticamente. Y en su ridículo y temprano torpeza con la recordativa Lolita de Sue Lyon (cuya actuación es dolorosamente incómoda), es una farsa cuando no es grotesco."

## Premios y reconocimientos
| Premio                                          | Categoría                                  | Nombrado                        | Resultado |
| ----------------------------------------------- | ------------------------------------------ | ------------------------------- | --------- |
| Premios Oscar                                   | Mejor Actriz de Reparto                    | Grayson Hall                    | Nominada  |
| Premios Oscar                                   | Mejor Dirección de Arte: Blanco y Negro    | Stephen B. Grimes               | Nominado  |
| Premios Oscar                                   | Mejor Fotografía: Blanco y Negro           | Gabriel Figueroa                | Nominada  |
| Premios Oscar                                   | Mejor Diseño de Vestuario: Blanco y Negro  | Dorothy Jeakins                 | Ganó      |
| 18th British Academy Film Awards                | Mejor Actriz Extranjera                    | Ava Gardner                     | Nominada  |
| 17th Directors Guild of America Awards          | Logro Destacado Como Director en Películas | John Huston                     | Nominado  |
| 22nd Golden Globe Awards                        | Mejor Película – Drama                     | La Noche de la Iguana           | Nominada  |
| 22nd Golden Globe Awards                        | Mejor Actriz en Película – Drama           | Ava Gardner                     | Nominada  |
| 22nd Golden Globe Awards                        | Mejor Actor de Reparto – Película          | Cyril Delevanti                 | Nominado  |
| 22nd Golden Globe Awards                        | Mejor Actriz de Reparto – Película         | Grayson Hall                    | Nominada  |
| 22nd Golden Globe Awards                        | Mejor Director – Película                  | John Huston                     | Nominado  |
| Laurel Awards                                   | Mejor Película Dramática                   | La Noche de la Iguana           | Nominada  |
| Laurel Awards                                   | Mejor Actuación Dramática Femenina         | Ava Gardner                     | Nominada  |
| Festival Internacional de Cine de San Sebastián | Mejor Actriz                               | Ava Gardner                     | Ganó      |
| Writers Guild of America Awards                 | Mejor Escrita Drama Americana              | Anthony Veiller and John Huston | Nominado  |